# Carolinasumpfhuhn

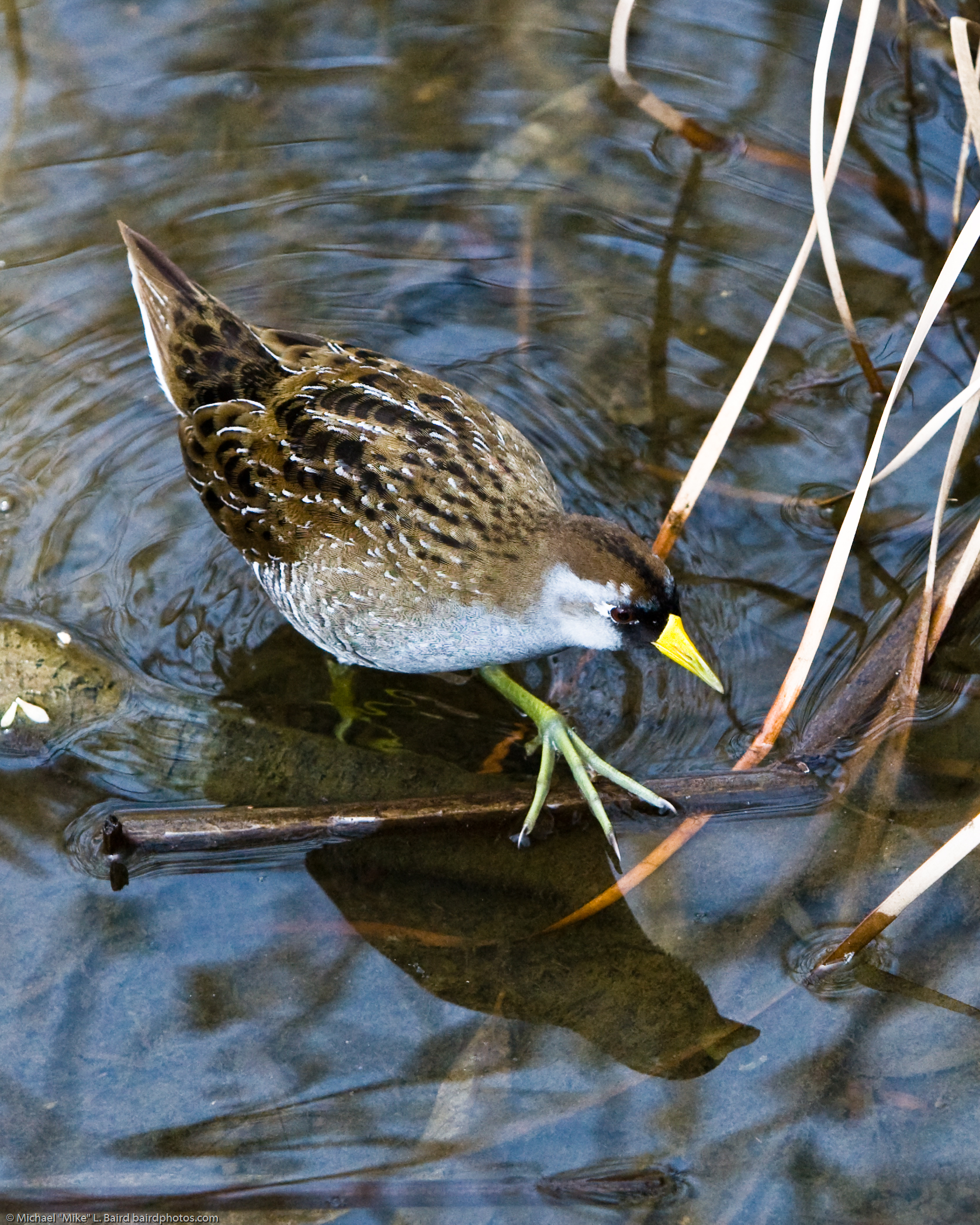
Carolinasumpfhuhn auf Nahrungssuche

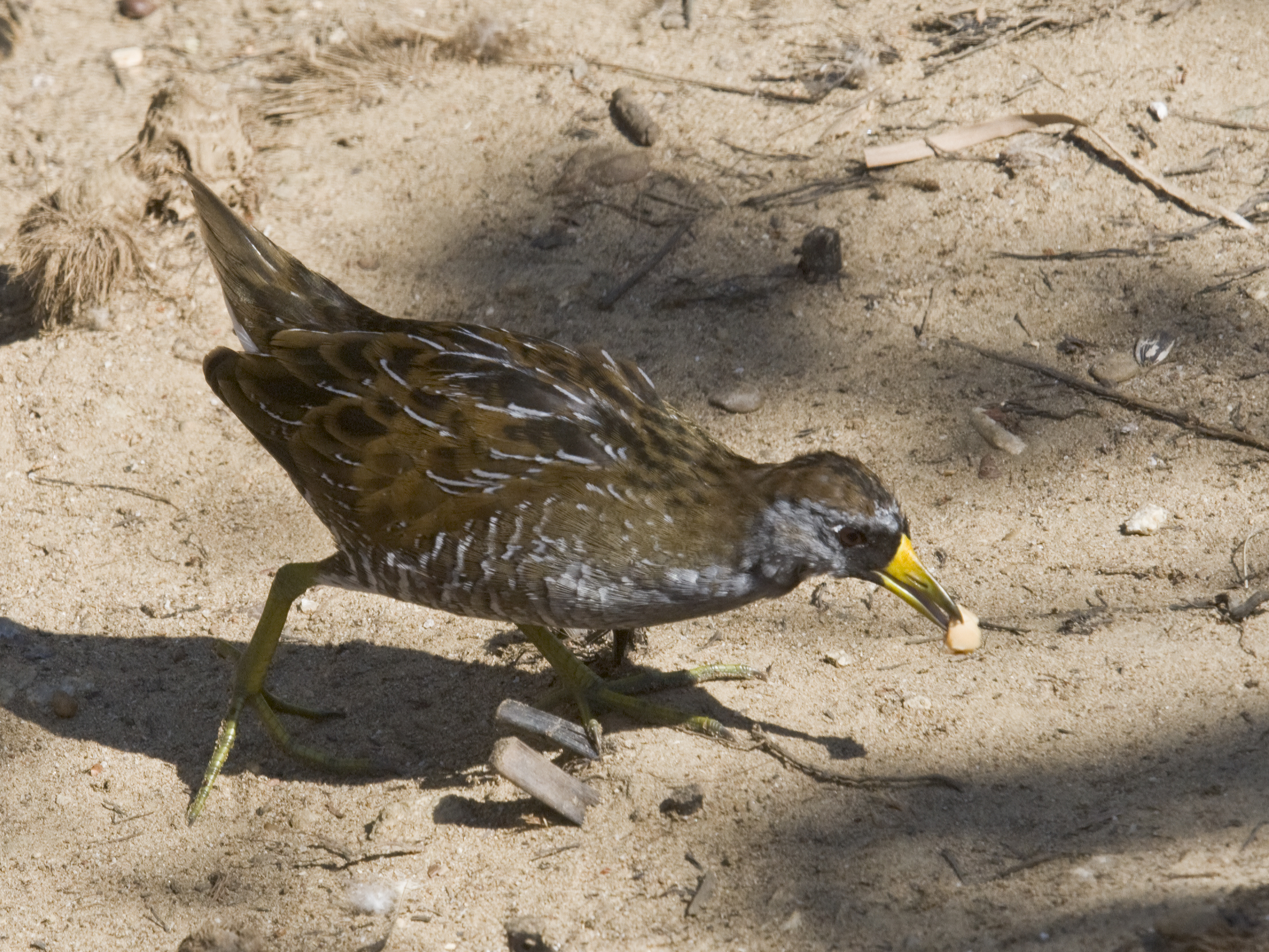
Carolinasumpfhuhn

Das Carolinasumpfhuhn (Porzana carolina) ist eine Vogelart aus der Familie der Rallen innerhalb der Ordnung der Kranichvögel. Es ist in Nord- und Südamerika verbreitet, kommt aber selten auch nach Europa. Ein Protonym des wissenschaftlichen Namens ist Rallus carolinus.

## Merkmale
Das Carolinasumpfhuhn hat den für die Gattung Porzana typischen, rundlichen und plumpen Körperbau. Es erreicht eine Körperlänge von 18 bis 21 Zentimetern. Die Flügel sind kurz und breit. Der Schwanz ist kurz, keilförmig und gleichmäßig spitz zulaufend. Die kräftigen, graugelb bis grüngelb gefärbten Beine tragen drei lange, nach vorne weisende Zehen und eine im Vergleich zu den anderen kurze dünne, nach hinten weisende Zehe. Die Färbung des an der Basis gelb bis gelborange gefärbten und kräftigen, spitz zulaufenden Schnabels geht nach vorne hin in ein grünliches Gelbbraun über. Der Schnabel ähnelt dem des Tüpfelsumpfhuhns, ist jedoch etwas länger, reicht nach oben weiter auf die Stirn und läuft vorne spitzer aus. Die Nasenöffnungen sind schlitzförmig und liegen in der Mitte des Oberschnabels. Die Iris der großen Augen ist braun, um das Auge herum verläuft ein sehr schmaler, weißer und unbefiederter Lidring. 
Der Altvogel sieht aus wie eine Mischung aus Kleinem Sumpfhuhn und Tüpfelsumpfhuhn. Gesicht, Vorderhals und Brust sind graublau. Vom Schnabelansatz bis zum Auge zieht sich eine schwarze, leicht gräulich schimmernde Maske, die sich – blasser werdend und als schmales Band – an der Kehle noch bis zur Brust erstreckt. Die obersten Ohrdecken sind braun. Auch die Körperoberseite von der Stirn über den Hinterkopf, Hals, Rücken, Flügel und Schwanzoberseite sind mehr oder weniger graubraun, wobei die Braunfärbung an Kopf und Hals am intensivsten ist. Mittig über den Kopf verläuft ein schwarzes Band von der Stirn bis in den Nacken. Die Rücken-, Schirm- und Armfedern tragen in ihrer Mitte einen schwarzen Fleck sowie teilweise weißliche Ränder, was das Gefieder dort geschuppt aussehen lässt. Die Handdecken sind nur weiß und schwarz gefleckt, während die kurzen Handschwingen dunkelbraun und hell quergestreift sind.  Von der Brust an nach hinten wird das Gefieder zunehmend weiß gefleckt, kurz dahinter geht es in eine grobe, blasse Querbänderung über. Auf hellgrauer Grundfarbe verlaufen hier je zwei dünne schwarze Querstriche nebeneinander, zwischen denen das Gefieder braun ist. Die Unterschwanzdecken sind weiß mit klar begrenztem gelblichen Feld in der Mitte. Jungvögel sind weitgehend hellbraun gefärbt. Der Kopf-Mittelstrich ist vorhanden, das Gesicht ist jedoch hell weißlich braun mit dunklen oberen Ohrdecken. Der obere Hals sowie der obere Kopf, der Rücken, die Flügel und der Schwanz sind wie beim Altvogel gefärbt und gemustert, jedoch etwas blasser. Vorderhals und Brust sind dagegen gelbbraun bis hellbraun. Die Bauchbänderung ist noch heller. Ansonsten gleicht das Gefieder dem des Altvogels.

### Verwechslung
Das Carolinasumpfhuhn kann sowohl als Altvogel als auch als Jungvogel mit dem eurasischen Tüpfelsumpfhuhn verwechselt werden. Gute Unterscheidungsmerkmale sind jedoch beim Altvogel des Tüpfelsumpfhuhns der gesprenkelte Kopf und Hals, der rötliche Schnabel, die fehlende Gesichtsmaske (die bei schlechten Lichtverhältnissen beim Carolinasumpfhuhn jedoch ebenfalls nicht zu sehen ist), die schmälere Bänderung des Bauches und das viel größere, unscharfe gelbliche Feld auf den Unterschwanzdecken. Jungvögel dieser Art haben einen gesprenkelten Vorderkörper, einen orangen Schnabel und sechs statt eines auf dem Kopf längs verlaufende Streifen. Ähnlich sehen auch das Kleine Sumpfhuhn und das Zwergsumpfhuhn aus. Sie sind aber viel schlanker und kleiner gebaut und haben einen sehr dünnen, gelbgrünen (beim Kleinen Sumpfhuhn zusätzlich an der Basis roten) Schnabel. Als Altvogel fehlen ihnen die Gesichtsmaske, die blaugraue Färbung des Vorderkörpers reicht viel weiter herunter (bis zu den Beinen/bis zum Steiß), die Musterung der Oberseite ist viel gröber und sehr lückenhaft und die Unterschwanzdecken sind (bei beiden Geschlechtern) schwarzweiß gebändert.

## Lebensweise
Der Gesang des Carolinasumpfhuhns ist recht unterschiedlich. Es gibt langsamer und tiefer werdende Triller, die an Rufe von Zwergtauchern erinnern, ebenfalls bekannt ist ein tiefes schleppendes Pfeifen mit ansteigendem Schlusslaut, etwa wie ku-wü, was dem Ruf einer Pfuhlschnepfe beim Balzbeginn ähnelt. Tagsüber hält sich der Vogel in der Ufervegetation versteckt und kommt erst in der Dämmerung hervor. Er watet oft in flachem Wasser am Ufer umher, benutzt aber auch Seerosenblätter zum Laufen und kann auch schwimmen. Bei der Nahrungssuche ist der Vorderkörper nach unten geneigt. Das Carolinasumpfhuhn ernährt sich von Kleintieren wie zum Beispiel Insekten, aber auch von Sämereien. Das Nest wird in lückiger Ufervegetation errichtet. Es ist ein Schwimmnest oder befindet sich auf niedrigen Ästen und Zweigen. Es besteht aus Wasserpflanzen wie Schilf und Binsen, aber auch aus Zweigen und Blättern. Brutgebiete sind Überschwemmungsgebiete, feuchte Wiesen oder Sümpfe. Die Art ist ein Zugvogel.

## Lebensraum und Verbreitung
Das Carolinasumpfhuhn ist in Nordamerika und Südamerika beheimatet, wo es Feuchtwiesen, Sümpfe, Überschwemmungsgebiete und andere Gewässer bewohnt. Das Brutgebiet reicht von der Hudson Bay nach Vancouver Island und im Osten bis zur Labrador-Halbinsel, von dort über Südkanada und die USA bis nach Mexiko und auf einige karibische Inseln. Überwinterungsgebiete befinden sich von den südlichen USA über das gesamte Mittelamerika bis nach Venezuela, Guayana und Französisch-Guayana, dann in zwei Streifen westlich sowie östlich des Hauptkamms der Anden bis nach Ecuador und Peru, der westliche Streifen reicht bis zum Pazifik. Auch die karibischen Inseln werden zum Überwintern aufgesucht. 
Das Carolinasumpfhuhn ist eine Ausnahmeerscheinung in Russland, Alaska, auf Galapagos, Hawaii, den atlantischen Inseln und Marokko. Selten erscheint die Art außerdem in Europa, dort aber hauptsächlich nur im Westen, in Portugal, Spanien, Frankreich, Irland, Großbritannien und Schweden.
Die Art wird von der IUCN als least concern (nicht gefährdet) eingestuft.